# Chloé Valentini
Chloé Valentini, született Bouquet (Morteau, 1995. április 19. –) olimpiai bajnok, világbajnok francia válogatott kézilabdázó, a francia Metz Handball játékosa.

## Pályafutása
Szülővárosában kezdett kézilabdázni a CA Morteau HB csapatában. 2011-ben került a régiója legjobb csapatához az első osztályban szereplő ESBF Besançonhoz. Kezdetben az utánpótlás csapatokban játszott, a 2013–2014-es szezontól tagja a felnőtt keretnek. Első profi szerződését 2017-ben kötötte csapatával. 2018-ban bronzérmes lett a bajnokságban. Három szezonban az EHF-kupában is szerepelhetett, a 2018–2019-es szezonban bejutottak a csoportkörbe, ahol a hat mérkőzésen elért 27 találatával Valentini volt csapata leggólerősebb játékosa. 2021-ben igazolt az ezüstérmes és BL-résztvevő Metz Handball csapatához.
Első felnőtt válogatott mérkőzését 2019 szeptemberében játszotta a török válogatott elleni 2020-as Európa-bajnoki selejtező mérkőzésen. A sikeres selejtező után bekerült az Európa-bajnokságon részt vevő keretbe is, ahol végül ezüstérmes lett. A 2021-re halasztott tokiói olimpián is tagja volt a csapatnak, ahol a francia válogatottal a döntőben az orosz csapatot legyőzve lett olimpiai bajnok. Ugyanebben az évben decemberben a világbajnokságon ezüstérmet nyert.
Az olimpiai győzelme után Francia Köztársaság Becsületrendjének lovag rangjával tüntették ki.

## Sikerei
- Olimpiai bajnok: 2020
- Világbajnokságon ezüstérmes: 2021
- Európa-bajnokságon ezüstérmes: 2020